# 롱맨
롱맨(영어: Longman)은 1724년 영국 런던에 설립된 출판사였다. 지금은 피어슨 에듀케이션(Pearson Education)사의 브랜드로 쓰이고 있다.

## 같이 보기
- 영어사전